# Katrin Kinzelbach

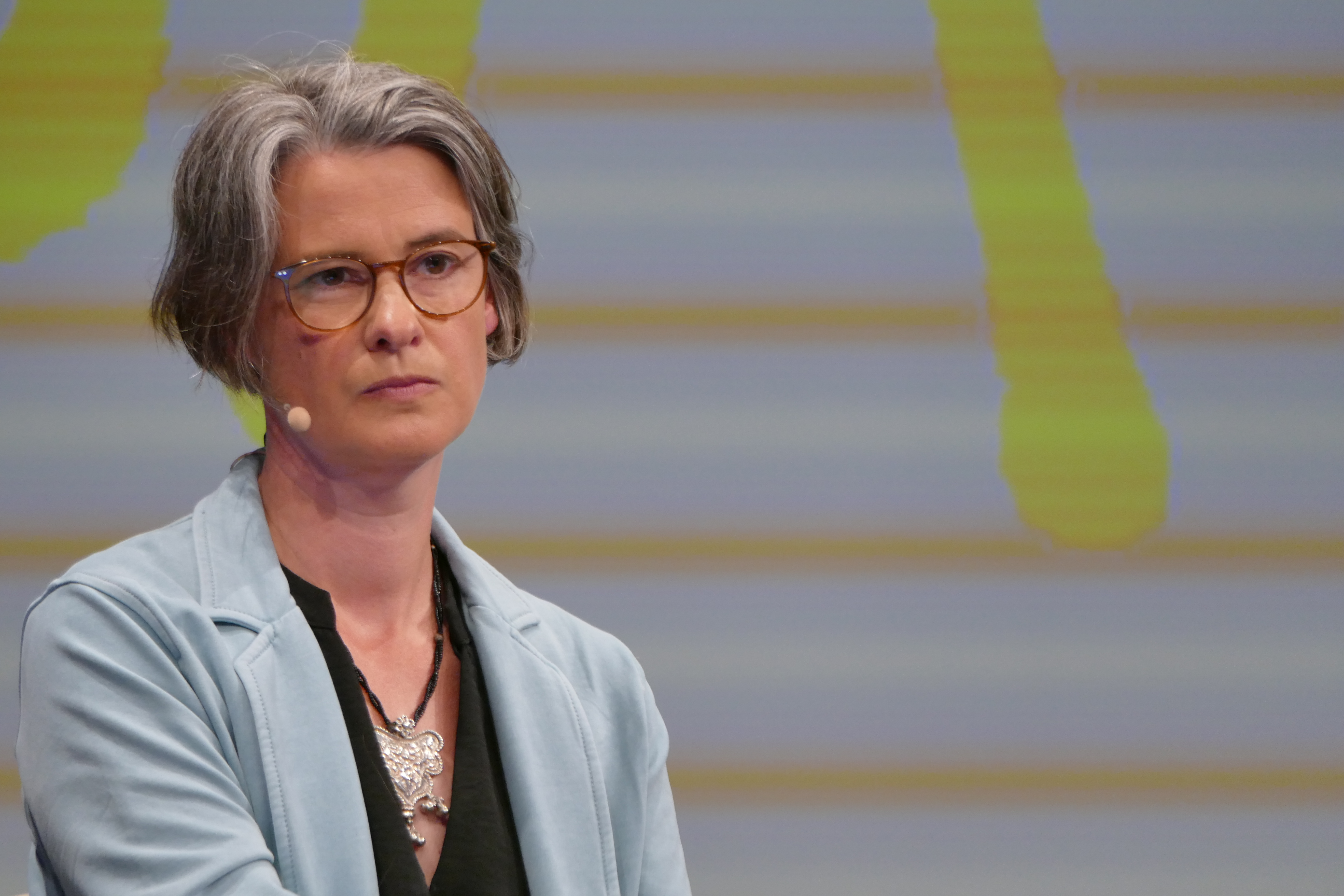
Katrin Kinzelbach auf der Re:publica 2024

Katrin Kinzelbach (* 1977) ist eine deutsche Politikwissenschaftlerin. Sie ist Inhaberin des Lehrstuhls für Menschenrechte und Menschenrechtspolitik der Friedrich-Alexander-Universität Erlangen-Nürnberg.

## Leben
Sie erwarb 1999 den Magister Artium (bilateraler Abschluss der Universitäten Florenz und Bonn), den 2001 Master am King’s College London an der School of Law & Department of War Studies und 2010 die Promotion an der Universität Wien. 
Von 2001 bis 2007 war sie Referentin beim Entwicklungsprogramm der Vereinten Nationen. Von 2007 bis 2010 war sie Gastwissenschaftlerin am Ludwig Boltzmann Institut für Menschenrechte. Von 2012 bis 2018 hatte sie ein Schumpeter-Fellowship der Volkswagen-Stiftung. Seit 2019 lehrt sie als Professorin für Internationale Politik der Menschenrechte an der FAU Erlangen-Nürnberg.
Ihre Forschungsinteressen sind empirische Menschenrechtsforschung, Autokratien und politische Repression, Volksrepublik China, Zivilgesellschaft und Widerstand, Menschenrechtsdiplomatie, Menschenrechtsinstitutionen und akademische Freiheit.

## Schriften (Auswahl)
- mit Eden Cole (Hg.): Monitoring and investigating the security sector. Recommendations for ombudsman institutions to promote and protect human rights for public security. Bratislava 2007.
- mit Julia Planitzer, Urban Reichhold, Marion Sandner und Helmut Sax: Kinderschutz ist Kinderrecht. Neue Herausforderungen für die deutsche staatliche Entwicklungszusammenarbeit. Berlin 2014.
- The EU's human rights dialogue with China. Quiet diplomacy and its limits. London 2015, ISBN 0-415-69846-4.